# Hans Schepers (Beamter)
Hans Schepers (* 18. Februar 1928; † 24. April 2021) war ein leitender Beamter der Wissenschaftlichen Dienste des Deutschen Bundestages.

## Leben
Schepers studierte an der Technischen Universität Clausthal und der Rheinischen Friedrich-Wilhelms-Universität Bonn und schloss als Diplom-Physiker ab. Später war er Wissenschaftlicher Assistent am Bonner Institut für Strahlen- und Kernphysik. Seine Interessen waren Niedrigenergiekernphysik und die Nutzung von Datenverarbeitungssystemen in Kernphysik und Medizin. Auf diesen Gebieten veröffentlichte er auch einige Arbeiten. 1969 wurde er bei Theo Mayer-Kuckuk mit einer kernphysikalischen Arbeit zum Dr. rer. nat. promoviert.
Bald darauf verließ er die Physik und wurde wissenschaftlicher Mitarbeiter in der Verwaltung des Deutschen Bundestages: Er war als Regierungsdirektor Leiter des Referates Elektronische Datenverarbeitung, später als Ministerialrat Leiter der Gruppe Datenverarbeitung der Wissenschaftlichen Dienste des Deutschen Bundestages und dann stellvertretender Leiter der Abteilung Wissenschaftliche Dokumentation. Er verfasste Aufsätze über die Verwendung der Datenverarbeitung in der Verwaltung, insbesondere in Parlamenten.
Um die Benachteiligung kleiner Parteien im D’Hondt-Verfahren zu vermeiden, schlug er dem Bundestag im Jahre 1980 eine geringfügig modifizierte Berechnungsweise des Sainte-Laguë-Verfahrens vor, die er Rangmaßzahlverfahren nannte. Seit der darauffolgenden Wahlperiode, ab 1983, wird die eine oder andere Variante für die Sitzverteilung in den Ausschüssen und Gremien des Deutschen Bundestages eingesetzt. Seine Umgebung bezeichnete es als Proportionalverfahren (Sainte-Laguë/Schepers).

## Veröffentlichungen
- W[olfgang] Riezler und H[ans] Schepers: Ionisation und Energieverfust von α-Teilchen in verschiedenen Gasen. In: Annalen der Physik. 7. Folge, Band 8, 1961, S. 270–277, doi:10.1002/andp.19614630504
- H[ans] Schepers: Eine neue Holmium-Aktivität mit 11,5 Minuten Halbwertszeit. In: Zeitschrift für Naturforschung. Band 17a, 1962, S. 695–696
- C. Winkler und H. Schepers: Eine Methode zur elektromagnetischen Impulsspeicherung bei der szintillographischen Isotopendiagnostik. In: Nuclear-Medizin. Isotope in Medizin und Biologie. Band 2, Friedrich-Karl Schattauer-Verlag, Stuttgart 1962, S. 67–70
- H. Schepers und C. Winkler: An Automatic Scanning System, using a Tape Perforator and Computer Techniques. In: Medical Radioisotope Scanning. Proceedings of the Symposium on Medical Radioisotope Scanning held by the International Atomic Energy Agency in Athens, 20–24 April 1964. IAEA, Wien 1964, Band 1, S. 321–330
- H[ans] Schepers: Struktur-Untersuchungen an neutronenarmen Holmium- und Dysprosium-Kernen. Zentralstelle für Atomkernenergie-Dokumentation, Leopoldshafen 1970; zugleich: Dissertation, Universität Bonn, mathematisch-naturwissenschaftliche Fakultät, Institut für Strahlen- und Kernphysik, 14. Februar 1969
- H. Schepers und W. Mausberg: Concepts of the Parliament Information System to be implemented in the German Bundestag. In: Papers of the First World Conference on Information in Government, held October 16–20, 1972, in Florence. S. 622–626
- Hans Schepers: Automatisierte Datenverarbeitung in der Verwaltung. Grundbegriffe, Formen und Verfahren. In: Der Archivar. Band 27, Heft 2, Mai 1974, Sp. 173–180
- Wolfgang Mausberg, Hans Schepers und Detlef W. Weber: Das Dokumentations- und Informationssystem für Parlamentsmaterialien (DIP). In: Der Archivar. Band 31, Heft 4, November 1978, Sp. 459–464
- W. Mausberg und H. Schepers: Information on Parliamentary Processes involving the Use of Computers. In: P. A. Samet (Hrsg.): EURO IFIP 79. Proceedings of the European Conference on Applied Information Technology of the International Federation for Information Processing, London, 25–28 September, 1979. North Holland Publishing Company, Amsterdam 1979, S. 189–197
- Hans Schepers und Erich Vorwerk: Das Parlamentsinformationssystem – Einsatz der Datenverarbeitung beim Deutschen Bundestag und Bundesrat zur Dokumentation von Parlamentsmaterialien (PARLIS). In: Jahresbericht 1978. Gesellschaft für Mathematik und Datenverarbeitung, Bonn 1979, S. 64–75
- Hans Schepers und Erich Vorwerk: Das Parlamentsinformationssystem. Einsatz der Datenverarbeitung beim Deutschen Bundestag und Bundesrat zur Dokumentation von Parlamentsmaterialien (PARLIS). In: Informationen aus dem Institut für Informationssysteme und Grafische Datenverarbeitung (IIG-INFO). November 1981, S. 80–90
- Hans Schepers: Das Parlaments-Informationssystem für Bundestag und Bundesrat. In: Mathilde von der Laake und Hilde Strohl-Goebel (Bearb.): Deutscher Dokumentartag 1980. Berlin, vom 29.09. bis 03.10.1980. Saur, München [u. a.] 1981, S. 427–438
- Hans Schepers, Wolfgang Mausberg und Franz Warlo: Datenverarbeitung als Dienstleistung für den Deutschen Bundestag. In: Parlamentsdokumentation und Parlamentsinformation (= Mitteilungen der Parlamentsarchivare. Nr. 8, 1983). Stuttgart und Bonn 1983, S. 105–119
- J. Schepers [richtig: Hans Schepers]: Parlamentsinformationssysteme. In: Hermann Seegers und Fritjof Haft (Hrsg.): Rechtsinformatik in den achtziger Jahren. Wissenschaftliches Symposium der IBM Deutschland (= Arbeitspapiere Rechtsinformatik, Heft 20) Schweitzer Verlag, München 1984, ISBN 3-88709-095-0, S. 97–111